# Drüber
 (novembre 2018).
Drüber est un quartier de la commune allemande d'Einbeck, dans l'arrondissement de Northeim, Land de Basse-Saxe.

## Histoire
Drüber est mentionné pour la première fois en 1269 dans une acquisition de l'abbaye d'Amelungsborn sous le nom de Drubere.
En mars 1974, Drüber fusionne avec Einbeck.

## Source, notes et références
- (de) Cet article est partiellement ou en totalité issu de l’article de Wikipédia en allemand intitulé « Drüber » (voir la liste des auteurs).